# Observatoire de Hambourg
L'Observatoire de Hambourg est un observatoire astronomique, depuis 1968 rattaché à l'Université de Hambourg, en Allemagne. L'observatoire est situé dans le quartier de Bergedorf.

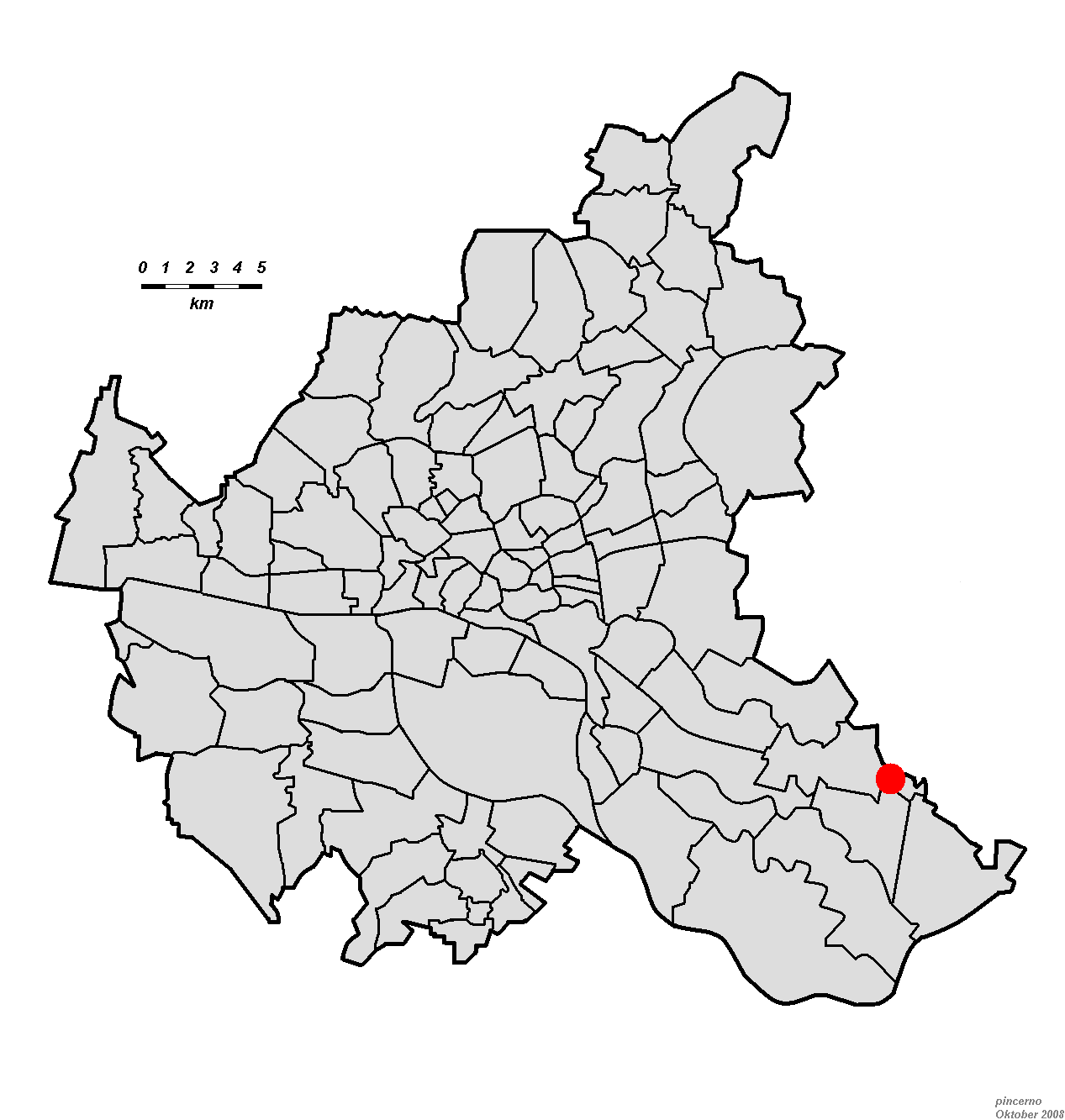
L'observatoire situé à Hambourg

## Histoire
L'observatoire était, à l'origine, situé au Millerntor à Hambourg, où il a été construit en 1802. En 1825, l'observatoire a été déplacé à un bâtiment sur l'enceinte de la ville.
En 1906, à cause de la pollution lumineuse grandissante, il a été décidé de déplacer l'observatoire à Bergedorf. Les premiers instruments ont été mis en place en 1909, et en 1912, le nouvel observatoire a été officiellement inauguré.

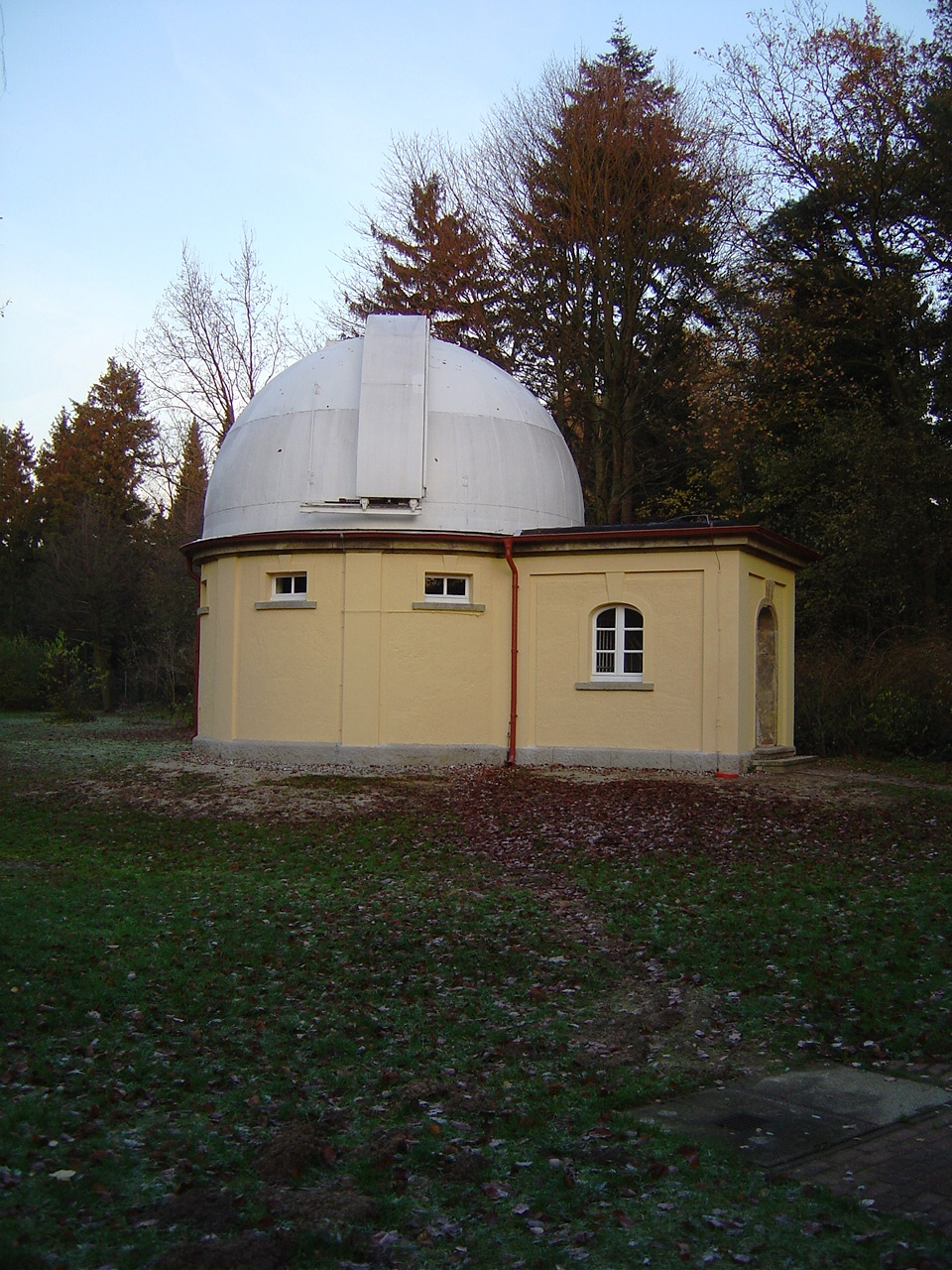
L'Équatorial